# Grand Prix Drivers' Association
Grand Prix Drivers' Association (GPDA) är en global fackförening tillika intresseorganisation som tar vara på Formel 1-förarnas intressen och för deras talan mot motparterna Formula One Group, F1-stallen och det internationella bilsportförbundet Fédération Internationale de l'Automobile (FIA). GPDA bildades 1961 och första ordförande var den brittiske föraren Stirling Moss. Huvudkontoret är baserat i Monaco och de som sitter i styrelsen är ordförande Alexander Wurz (före detta förare åt Benetton, McLaren och Williams) och ledamöterna George Russell (Mercedes) och Sebastian Vettel (Aston Martin) samt en sekreterare. Det är frivilligt att vara med i GPDA och för 2018 års säsong hade alla förare anslutit sig gentemot föregående säsong där åtta av 20 förare hade inte gjort det. Anledningen var att det rådde osäkerhet vad som skulle hända med Formel 1 efter att nuvarande Concordeavtal gick ut 2020 och ett nytt skulle förhandlas fram.
Fackföreningen var ej aktiv mellan åren 1982 och 1994 på grund av förändringar av den kommersiella organisationen inom F1 samt politiska stridigheter mellan konstruktörsorganisationen Formula One Constructors Association (FOCA) och FIA. År 1994 förolyckades Ayrton Senna och Roland Ratzenberger i racingrelaterade olyckor under samma racehelg. Reaktionen kom med att förarna Gerhard Berger och Niki Lauda tyckte att det var på tiden att man återigen tog upp frågorna kring förarnas säkerhet efter år då F1-stallen har förbisett detta i sitt snabba utvecklande av F1-bilar. Under den efterkommande racehelgen som var Monaco Grand Prix, lyckades de övertyga de andra förarna att man skulle starta GPDA på nytt för att utöva påtryckning på förarnas motparter att satsa större resurser på att ta fram F1-bilar som både presterar bra på banan och garanterar förarnas säkerhet. Den tyske föraren Michael Schumacher valdes till ordförande för den nya versionen av fackföreningen. Mellan 1961 och 1994 var det 23 dödsfall inom F1, till exempel Ronnie Peterson och Gilles Villeneuve, och efter att fackföreningen startades igen 1994 och aggressivt tryckt på för förbättrat säkerhetsarbete från F1-stall, förbund och arrangörer med flera, var det inte något mer dödsfall i F1. Det höll sig fram till oktober 2014 när Jules Bianchi kolliderade med ett underröjningsfordon vid Japans Grand Prix. Han hamnade i koma och avled cirka nio månader senare.

## Lista över ordförande
| Ordförande         | År        |
| ------------------ | --------- |
| Stirling Moss      | 1961–1963 |
| Joakim Bonnier     | 1963–1971 |
| Jackie Stewart     | 1972–1978 |
| Jody Scheckter     | 1979–1980 |
| Didier Pironi      | 1980–1982 |
|                    |           |
| GPDA var ej aktiva | 1982–1994 |
|                    |           |
| Michael Schumacher | 1994–2005 |
| David Coulthard    | 2005–2006 |
| Ralf Schumacher    | 2006–2008 |
| Pedro de la Rosa   | 2008–2010 |
| Nick Heidfeld      | 2010      |
| Rubens Barrichello | 2010–2012 |
| Pedro de la Rosa   | 2012–2014 |
| Alexander Wurz     | 2014–     |